# Basket Rimini Crabs 2009-2010
Questa voce raccoglie le informazioni riguardanti il Basket Rimini Crabs, sponsorizzato prima Riviera Solare e poi da aprile 2010 Edilizia Moderna, nelle competizioni ufficiali della stagione 2009-2010.

## Verdetti stagionali
- Legadue:
  - stagione regolare: 10º posto su 16 squadre (bilancio di 14 vittorie e 16 sconfitte).

## Stagione

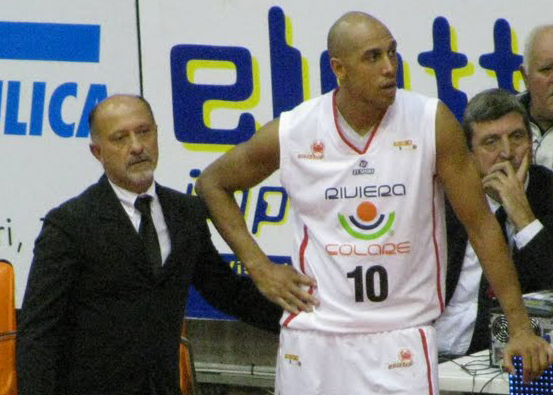
Coach Sacco e Carlton Myers

Giancarlo Sacco resta alla guida della squadra. Il mercato estivo vede il nuovo ritorno in biancorosso del trentottenne Carlton Myers, cresciuto proprio nel vivaio riminese. Sotto canestro arriva invece il centro puro Bernard, alla sua sesta esperienza italiana, mentre sul perimetro viene ingaggiata la guardia-ala Bennerman. Dopo la retromarcia ricevuta da parte dell'ala Kedrick Brown, la società firma il nigeriano Ebi, già ex-NBA e reduce da una stagione in Serie A a Ferrara. Il reparto dei lunghi è completato dall'innesto di Giacomo Eliantonio, proveniente da Scafati, mentre il decimo uomo è Broglia.
Alla vigilia dell'esordio in campionato giunge l'inaspettata notizia di un accordo che prevede la cessione del club dal gruppo Rimini Sport srl, rappresentato da Adriano Braschi, a un pool di aziende operanti nel settore dell'energia alternativa promosso dal modenese Luca Bergamini in collaborazione con il marchio Riviera Solare, nel frattempo divenuto nuovo sponsor, con l'ex allenatore Alberto Bucci nei panni di intermediario e previsto come nuovo presidente. L'accordo tra le parti viene presentato il 1º ottobre 2009 in una conferenza stampa, in attesa che il passaggio di proprietà divenga ufficiale.
La stagione sportiva inizia con 7 vittorie nelle prime 8 giornate di campionato, risultati che portano i riminesi solitari in vetta alla classifica. Nel frattempo la dirigenza biancorossa si accorda con Andrea Pecile ma deve fare i conti con gli infortuni e con un passaggio di proprietà che tarda a concretizzarsi.
Dopo quattro mesi di numerosi rinvii, Braschi annuncia che il passaggio di proprietà è definitivamente saltato, spiegando di non aver mai ricevuto il denaro previsto dagli accordi con Bergamini. A marzo, a fronte di un'involuzione (con la complicità dei problemi societari) che vede la squadra sconfitta in 11 incontri su 14, Giancarlo Sacco viene sostituito da Giampiero Ticchi, che ritorna a Rimini dopo le due esperienze precedenti. Cambia anche il marchio sulle canotte dei Crabs: tra marzo e aprile viene ritirata definitivamente la sponsorizzazione con Riviera Solare mentre viene adottato il nuovo sponsor Edilizia Moderna. Il decimo posto finale non permette la partecipazione ai play-off.

## Organigramma societario
Area dirigenziale
- Presidente: Adriano Braschi
- Amministratore delegato: Renzo Vecchiato

Area comunicazione
- Addetto stampa: Massimiliano Manduchi
- Relazioni esterne: Alessandro Ceccoli

Area sportiva
- General manager: Renzo Vecchiato
- Team manager: Federico Sarti

Area tecnica
- Allenatore: Giancarlo Sacco (fino al 2 marzo), Giampiero Ticchi (dal 3 marzo)
- Vice allenatore: Franco Foschi
- Assistente allenatore: Gabriele Ceccarelli

Area sanitaria
- Medico sociale: Enzo Corbari
- Preparatore atletico: Marzio Balducci
- Massaggiatore: Marco Muccini

## Roster
| Basket Rimini Crabs 2009-2010 | Basket Rimini Crabs 2009-2010 |
| Giocatori                     | Staff tecnico                 |
| ----------------------------- | ----------------------------- |

| N. | Naz.                                     | Ruolo | Nome                   | Anno | Alt.   | Peso   |  |
| -- | ---------------------------------------- | ----- | ---------------------- | ---- | ------ | ------ |  |
| 4  | Argentina (bandiera) · Italia (bandiera) | PG    | Germán Scarone (C)     | 1975 | 190 cm | 86 kg  |  |
| 5  | Nigeria (bandiera)                       | A     | Ndudi Ebi              | 1984 | 207 cm | 100 kg |  |
| 6  | Cuba (bandiera) · Italia (bandiera)      | PG    | Yankiel Moreno         | 1990 | 188 cm | 80 kg  |  |
| 7  | Italia (bandiera)                        | G     | Giorgio Broglia        | 1986 | 198 cm | 94 kg  |  |
| 9  | Italia (bandiera)                        | C     | Cristiano Zanus Fortes | 1971 | 206 cm | 112 kg |  |
| 10 | Italia (bandiera)                        | GA    | Carlton Myers          | 1971 | 192 cm | 90 kg  |  |
| 13 | Stati Uniti (bandiera)                   | G     | Cameron Bennerman      | 1984 | 190 cm | 88 kg  |  |
| 15 | Regno Unito (bandiera)                   | C     | Mike Bernard           | 1978 | 206 cm | 125 kg |  |
| 16 | Italia (bandiera)                        | G     | Giacomo Gurini         | 1984 | 192 cm | 93 kg  |  |
| 18 | Italia (bandiera)                        | A     | Giacomo Eliantonio     | 1988 | 206 cm | 100 kg |  |
| 55 | Italia (bandiera)                        | PG    | Andrea Pecile          | 1980 | 190 cm | 87 kg  |  |

| Allenatore                                                                                        |
| - Giancarlo Sacco (fino al 2 marzo) - Giampiero Ticchi (dal 3 marzo)                              |
| Assistente/i                                                                                      |
| - Franco Foschi - Gabriele Ceccarelli Legenda - (C) Capitano Roster Aggiornato al: 30 giugno 2010 |

## Risultati

### Campionato

#### Stagione regolare

##### Girone di andata
| Arbitri: | Roberto Pasetto Roberto Castelluccio Claudio Di Toro |

|                       |          |             |
| Bennerman 18          | Punti    | 18 Robinson |
| Ebi, Myers, Scarone 2 | Assist   | 4 Rosselli  |
| Ebi 23                | Rimbalzi | 8 Gatto     |

| Arbitri: | Roberto Pinto Alessandro Terreni Francesco Di Gianbattista |

|                     |          |              |
| Crispin 19          | Punti    | 27 Bennerman |
| Radulović, Thomas 2 | Assist   | 4 Scarone    |
| Thomas 10           | Rimbalzi | 11 Ebi       |

| Arbitri: | Maurizio Pascotto Alessandro Vicino Renato Giovanrosa |

|              |          |            |
| Bennerman 19 | Punti    | 18 Young   |
| Scarone 4    | Assist   | 8 Goss     |
| Ebi 13       | Rimbalzi | 12 Johnson |

| Arbitri: | Paolo Longhi Francesco Paronelli Eduardo Ciano |

|           |          |             |
| Vaden 26  | Punti    | 22 Myers    |
| Whiting 3 | Assist   | 5 Bennerman |
| Amoroso 7 | Rimbalzi | 14 Ebi      |

| Arbitri: | Giovanni Di Modica Giorgio Provini Gianfranco Ciaglia |

|                      |          |            |
| Myers 18             | Punti    | 24 Kemp    |
| Bennerman, Scarone 3 | Assist   | 4 Rowe     |
| Ebi 12               | Rimbalzi | 11 Hubálek |

| Arbitri: | Gianni Caroti Alessandro Terreni Fabrizio Conti |

|                     |          |              |
| Adams 23            | Punti    | 28 Bennerman |
| Paulinho Boracini 4 | Assist   | 4 Scarone    |
| Basei 7             | Rimbalzi | 11 Ebi       |

| Arbitri: | Roberto Pasetto Calogero Cappello Renato Giovanrosa |

|            |          |                  |
| Jackson 18 | Punti    | 21 Myers         |
| Ghiacci 4  | Assist   | 2 Myers, Scarone |
| George 10  | Rimbalzi | 15 Ebi           |

| Arbitri: | Emanuele Aronne Roberto Materdomini Eduardo Ciano |

|              |          |           |
| Bennerman 24 | Punti    | 26 Ostler |
| Scarone 6    | Assist   | 6 Hatten  |
| Ebi 17       | Rimbalzi | 8 Newell  |

| Arbitri: | Giovanni Di Modica Guido Federico Di Francesco Andrea Masi |

|          |          |                      |
| Smith 30 | Punti    | 24 Bennerman         |
| Fultz 5  | Assist   | 2 Bennerman, Scarone |
| Melli 11 | Rimbalzi | 19 Ebi               |

| Arbitri: | Gabriele Bettini Corrado Federici Claudio Di Toro |

|              |          |                 |
| Bennerman 16 | Punti    | 16 Brkic, Brown |
| Scarone 3    | Assist   | 6 Brown         |
| Ebi 13       | Rimbalzi | 8 Brkic         |

| Arbitri: | Emanuele Aronne Mauro Moretti Gianluca Calbucci |

|                        |          |                        |
| Garris 28              | Punti    | 33 Myers               |
| Davis, Garris, Meini 3 | Assist   | 5 Scarone              |
| Di Giuliomaria 10      | Rimbalzi | 5 Ebi, Pecile, Scarone |

| Arbitri: | Roberto Pinto Gianfranco Ciaglia Calogero Cappello |

|            |          |                       |
| Boyette 22 | Punti    | 21 Scarone            |
| Boyette 4  | Assist   | 2 Ebi, Myers, Scarone |
| Williams 8 | Rimbalzi | 13 Ebi                |

| Arbitri: | Gianni Caroti Paolo Bertelli Enrico Bartoli |

|                  |          |              |
| Pecile 19        | Punti    | 21 Winkelman |
| Myers, Scarone 4 | Assist   | 2 Winkelman  |
| Ebi 11           | Rimbalzi | 10 Winkelman |

| Arbitri: | Giorgio Provini Corrado Federici Mauro Moretti |

|          |          |                      |
| Slay 17  | Punti    | 22 Myers             |
| Berti 4  | Assist   | 5 Bennerman, Scarone |
| Fučka 11 | Rimbalzi | 11 Ebi               |

| Arbitri: | Guido Federico Di Francesco Alessandro Terreni Francesco Di Gianbattista |

|          |          |              |
| Ebi 28   | Punti    | 18 Dalipagić |
| Pecile 5 | Assist   | 4 Coronini   |
| Ebi 16   | Rimbalzi | 8 Dalipagić  |

##### Girone di ritorno
| Arbitri: | Maurizio Pascotto Paolo Longhi Gianfranco Ciaglia |

|                    |          |               |
| Hines 24           | Punti    | 18 Eliantonio |
| Draper, Rosselli 4 | Assist   | 4 Pecile      |
| Hines 19           | Rimbalzi | 8 Ebi         |

| Arbitri: | Roberto Pasetto Emanuele Aronne Claudio Di Toro |

|                  |          |                   |
| Ebi 24           | Punti    | 26 Crispin        |
| Myers, Scarone 4 | Assist   | 4 Crispin, Pinton |
| Ebi 16           | Rimbalzi | 11 Thomas         |

| Arbitri: | Giorgio Provini Gianluca Calbucci Francesco Paronelli |

|                |          |           |
| Apodaca 23     | Punti    | 24 Gurini |
| Filloy, Goss 5 | Assist   | 3 Moreno  |
| Chiacig 19     | Rimbalzi | 7 Ebi     |

| Arbitri: | Andrea Masi Roberto Castelluccio Corrado Federici |

|          |          |            |
| Myers 25 | Punti    | 25 Whiting |
| Myers 6  | Assist   | 5 Whiting  |
| Ebi 19   | Rimbalzi | 8 Ezugwu   |

| Arbitri: | Roberto Pasetto Emanuele Aronne Enrico Bartoli |

|                              |          |          |
| Hubálek 25                   | Punti    | 26 Ebi   |
| Rowe 6                       | Assist   | 9 Moreno |
| Baldassarre, Kemp, Vanuzzo 6 | Rimbalzi | 17 Ebi   |

| Arbitri: | Gaetano Perretti Roberto Materdomini Francesco Di Gianbattista |

|                 |          |                |
| Ebi, Myers 18   | Punti    | 24 Adams       |
| Myers, Pecile 4 | Assist   | 4 Strickland   |
| Ebi 24          | Rimbalzi | 15 Waleskowski |

| Arbitri: | Roberto Pinto Guido Federico Di Francesco Nicola Beneduce |

|                   |          |            |
| Ebi 15            | Punti    | 25 Fantoni |
| Bennerman, Ebi, 2 | Assist   | 5 Levin    |
| Ebi 14            | Rimbalzi | 15 Fantoni |

| Arbitri: | Emanuele Aronne Andrea Masi Calogero Cappello |

|           |          |            |
| Cuffee 12 | Punti    | 19 Scarone |
| Hatten 12 | Assist   | 3 Scarone  |
| Hatten 11 | Rimbalzi | 13 Ebi     |

| Arbitri: | Roberto Pasetto Roberto Castelluccio Eduardo Ciano |

|                  |          |          |
| Bennerman 19     | Punti    | 13 Melli |
| Bennerman, Ebi 3 | Assist   | 4 Fultz  |
| Ebi 19           | Rimbalzi | 8 Melli  |

| Arbitri: | Roberto Pinto Gianluca Calbucci Renato Giovanrosa |

|                    |          |          |
| Harrison 22        | Punti    | 16 Myers |
| Brown 4            | Assist   | 3 Myers  |
| Brkic, Zacchetti 8 | Rimbalzi | 12 Ebi   |

| Arbitri: | Gianni Caroti Corrado Federici Francesco Di Gianbattista |

|                |          |                         |
| Ebi, Pecile 13 | Punti    | 20 Young                |
| Bennerman 4    | Assist   | 2 Di Giuliomaria, Meini |
| Ebi 9          | Rimbalzi | 9 Di Giuliomaria        |

| Arbitri: | Giovanni Di Modica Andrea Masi Nicola Beneduce |

|             |          |                    |
| Scarone 19  | Punti    | 22 Boyette         |
| Bennerman 4 | Assist   | 5 Boyette          |
| Ebi 10      | Rimbalzi | 10 Banti, Williams |

| Arbitri: | Emanuele Aronne Roberto Castelluccio Calogero Cappello |

|                        |          |                                     |
| Volcic 20              | Punti    | 24 Bennerman                        |
| Boykin, Forte, Nardi 4 | Assist   | 1 Bennerman, Myers, Pecile, Scarone |
| Boykin 16              | Rimbalzi | 16 Ebi                              |

| Arbitri: | Maurizio Pascotto Alessandro Vicino Gianfranco Ciaglia |

|                     |          |                              |
| Ebi 24              | Punti    | 24 Slay                      |
| Bennerman, Gurini 2 | Assist   | 2 Canavesi, Ringström, Skinn |
| 13 Ebi              | Rimbalzi | 6 Canavesi, Slay             |

| Arbitri: | Roberto Pinto Eduardo Ciano Renato Giovanrosa |

|            |          |                 |
| Cutolo 20  | Punti    | 20 Bennerman    |
| Eldridge 3 | Assist   | 4 Myers, Pecile |
| Smith 10   | Rimbalzi | 8 Ebi           |

## Statistiche individuali
| Giocatore              | Partite | Punti | Minuti | da 2    | % 2   | da 3   | % 3  | TL      | % TL | R. off. | R. dif. | R. tot. | Schiacc. | Stoppate | Palle perse | Palle rec. | Assist |
| ---------------------- | ------- | ----- | ------ | ------- | ----- | ------ | ---- | ------- | ---- | ------- | ------- | ------- | -------- | -------- | ----------- | ---------- | ------ |
| Ndudi Ebi              | 30      | 15,3  | 34,0   | 164/273 | 60,1  | 17/76  | 22,4 | 79/111  | 71,2 | 3,0     | 10,6    | 13,6    | 1,3      | 1,7      | 3,6         | 3,2        | 1,0    |
| Carlton Myers          | 30      | 15,7  | 30,5   | 64/133  | 48,1  | 61/136 | 44,9 | 129/145 | 89,0 | 0,2     | 1,9     | 2,0     | 0,1      | 0,1      | 2,4         | 1,7        | 2,0    |
| Cameron Bennerman      | 24      | 15,8  | 32,7   | 85/168  | 50,6  | 49/139 | 35,3 | 61/70   | 87,1 | 0,6     | 2,2     | 2,8     | 0,6      | 0,5      | 2,7         | 2,4        | 2,1    |
| Germán Scarone         | 26      | 12,5  | 27,8   | 62/120  | 51,7  | 47/123 | 38,2 | 61/80   | 76,3 | 0,6     | 2,8     | 3,4     | 0,0      | 0,0      | 2,7         | 2,2        | 2,7    |
| Mike Bernard           | 30      | 7,8   | 23,6   | 90/180  | 50,0  | 1/2    | 50,0 | 50/74   | 67,6 | 1,9     | 2,9     | 4,8     | 0,8      | 0,5      | 2,1         | 1,7        | 0,4    |
| Giacomo Gurini         | 27      | 7,1   | 19,1   | 26/61   | 42,6  | 34/66  | 51,5 | 37/51   | 72,5 | 0,9     | 1,1     | 2,0     | 0,0      | 0,0      | 1,1         | 2,2        | 0,5    |
| Giacomo Eliantonio     | 30      | 6,1   | 17,5   | 51/83   | 61,4  | 22/58  | 37,9 | 14/19   | 73,7 | 0,6     | 1,7     | 2,3     | 0,0      | 0,1      | 1,4         | 1,1        | 0,3    |
| Andrea Pecile          | 17      | 8,2   | 22,4   | 29/61   | 47,5  | 19/48  | 39,6 | 25/30   | 83,3 | 0,3     | 1,8     | 2,1     | 0,0      | 0,0      | 1,7         | 1,9        | 2,1    |
| Yankiel Moreno         | 25      | 2,4   | 13,1   | 15/27   | 55,6  | 8/23   | 34,8 | 6/10    | 60,0 | 0,1     | 0,8     | 0,9     | 0,0      | 0,0      | 1,6         | 0,8        | 1,2    |
| Giorgio Broglia        | 14      | 1,5   | 7,7    | 7/16    | 43,8  | 1/3    | 33,3 | 4/6     | 66,6 | 0,4     | 0,8     | 1,1     | 0,0      | 0,0      | 0,6         | 0,5        | 0,4    |
| Cristiano Zanus Fortes | 11      | 1,5   | 10,7   | 7/14    | 50,0  | 0/0    | 0,0  | 3/7     | 42,9 | 1,3     | 0,9     | 2,2     | 0,0      | 0,1      | 0,5         | 1,2        | 0,2    |
| Giovanni Gasparin      | 5       | 1,0   | 4,2    | 2/2     | 100,0 | 0/1    | 0,0  | 1/2     | 50,0 | 0,2     | 0,0     | 0,2     | 0,0      | 0,0      | 0,2         | 0,4        | 0,4    |
| Dimităr Dimitrov       | 2       | 1,0   | 6,0    | 1/2     | 50,0  | 0/0    | 0,0  | 0/0     | 0,0  | 0,5     | 0,5     | 1,0     | 0,0      | 0,0      | 0,0         | 1,0        | 0,0    |
| Thomas Calegari        | 1       | 0,0   | 1,0    | 0/1     | 0,0   | 0/0    | 0,0  | 0/0     | 0,0  | 0,0     | 0,0     | 0,0     | 0,0      | 0,0      | 0,0         | 0,0        | 0,0    |

fonte ufficiale Legadue Basket